# Martin Ferrario
Sebastian Martin Ferrario (Nueva York, Estados Unidos, 23 de septiembre de 1981) es un futbolista estadounidense nacionalizado argentino. Juega de centrocampista.

## Carrera
Comenzó su carrera en 2004 jugando para Barracas Central. Ese año se pasó al Sportivo Italiano. Se mantuvo en el equipo "Tano" hasta 2005. En ese año se pasó a las filas del Sarmiento de Junín. Se mantuvo en el club hasta 2006. Ese año se pasó al equipo Racing de Olavarría, en donde estuvo jugando hasta el año 2007. Ese año se pasó al Tres Algarrobos, en donde juega hasta 2008. Ese año se fue al Brown de Adrogué por un año (2008-2009). En 2010, Ferrario fue transferido al Lugano, en donde jugó hasta 2012. Ese año se fue al San Martín de Burzaco, en donde jugó hasta 2013, cuando ese año regresó al Lugano. Jugó hasta 2014, cuando fue traspasado a El Porvenir, para luego pasar a Puerto Nuevo y regresar a Lugano, cumpliendo así su tercera etapa en el club.

## Clubes
| Club                  | País      | Año         |
| --------------------- | --------- | ----------- |
| Barracas Central      | Argentina | 2004        |
| Sportivo Italiano     | Argentina | 2004-2005   |
| Sarmiento de Junín    | Argentina | 2005-2006   |
| Racing de Olavarría   | Argentina | 2006-2007   |
| FC Tres Algarrobos    | Argentina | 2007-2008   |
| Brown de Adrogué      | Argentina | 2008-2009   |
| Lugano                | Argentina | 2010-2012   |
| San Martín de Burzaco | Argentina | 2012-2013   |
| Lugano                | Argentina | 2013-2014   |
| El Porvenir           | Argentina | 2014        |
| Puerto Nuevo          | Argentina | 2015-2016   |
| Lugano                | Argentina | 2016        |
| Atlas                 | Argentina | 2017 - 2019 |